# Campionato del mondo di scacchi FIDE 1996
Il campionato del mondo di scacchi FIDE 1996 fu un torneo di scacchi svoltosi tra il 1994 e il 1996. Fu vinto da Anatolij Karpov, che conservò il suo titolo.

## Contesto
Nel 1993, a seguito di dissidi organizzativi tra la FIDE e i due giocatori che dovevano sfidarsi per il titolo mondiale (il campione in carica Garri Kasparov e Nigel Short), questi ultimi avevano deciso di giocare il campionato mondiale fuori dagli auspici della FIDE, fondando una nuova organizzazione (la Professional Chess Association) incaricata di organizzare un campionato "parallelo". Il primo ciclo di questo nuovo campionato si era tenuto tra il 1993 e il 1995, concludendosi con la sfida tenutasi a New York tra Kasparov e Viswanathan Anand.
Parallelamente, la FIDE organizzò il proprio campionato mondiale con la consueta cadenza triennale, rinnovandone però profondamente la struttura, e abbandonando la formula secondo cui il campionato si svolgeva tra il campione in carica e uno sfidante deciso da un processo di selezione.
È da notare che molti giocatori, compreso Anand, parteciparono sia a questo campionato che a quello rivale della PCA; Kasparov e Short, com'è ovvio, non presero parte al mondiale FIDE.

## Qualificazioni
Le qualificazioni al campionato del mondo furono un torneo interzonale tenutosi a Bienne nel luglio 1993; questo fu disputato con la formula del sistema svizzero su 13 turni, tra 73 giocatori, e fu vinto da Boris Gelfand. Altri 10 giocatori furono qualificati per il campionato mondiale vero e proprio.

## Campionato mondiale
Al contrario di ogni altro mondiale precedente (con l'eccezione del 1948, in cui il campione Alechin era però scomparso) il campione in carica non entrava in gioco solo all'ultimo atto, contro uno sfidante deciso in precedenza attraverso un processo di selezione, ma fu posizionato in semifinale. Lo stesso campionato mondiale aveva diverse somiglianze con il sistema dei match dei candidati (che servivano a scegliere lo sfidante): entrambi erano infatti un torneo ad eliminazione diretta, che si svolgeva in diverse città.
Oltre agli 11 qualificati dall'interzonale, parteciparono Anatolij Karpov (campione in carica), Jan Timman e Artur Jusupov, rispettivamente sfidante di Karpov e semifinalista dei match dei candidati nel 1993.
Ottavi e quarti di finale furono giocati al meglio delle 8 partite, le semifinali al meglio delle 10 e la finale al meglio delle 20; in caso di parità, gli spareggi sarebbero stati dapprima delle partite a gioco rapido, e poi delle partite lampo; queste non erano mai state usate nei tornei collegati ai vari campionati del mondo.
Gli ottavi si svolsero a Wijk aan Zee, in Olanda, nel gennaio 1994; i quarti e le semifinali a Sanghi Nagar (India), rispettivamente nel luglio-agosto 1994 e nel febbraio 1995. La finale si svolse a Ėlista, in Russia.
|  | Ottavi di finale     | Ottavi di finale     | Ottavi di finale  |                   |                | Quarti di finale | Quarti di finale | Quarti di finale |  |  | Semifinali | Semifinali | Semifinali |  |  | Finale | Finale | Finale |  |
|  |                      |                      |                   |                   |                |                  |                  |                  |  |  |            |            |            |  |  |        |        |        |  |
|  | Gata Kamskij         | Gata Kamskij         | 4,5               |                   |                |                  |                  |                  |  |  |            |            |            |  |  |        |        |        |  |
|  | Gata Kamskij         | Gata Kamskij         | 4,5               |                   |                |                  |                  |                  |  |  |            |            |            |  |  |        |        |        |  |
|  | Paul van der Sterren | Paul van der Sterren | 2,5               |                   |                |                  |                  |                  |  |  |            |            |            |  |  |        |        |        |  |
|  | Paul van der Sterren | Paul van der Sterren | 2,5               |                   | Gata Kamskij   | Gata Kamskij     | 6                |                  |  |  |            |            |            |  |  |        |        |        |  |
|  |                      |                      |                   |                   | Gata Kamskij   | Gata Kamskij     | 6                |                  |  |  |            |            |            |  |  |        |        |        |  |
|  |                      |                      | Viswanathan Anand | Viswanathan Anand | 4              |                  |                  |                  |  |  |            |            |            |  |  |        |        |        |  |
|  | Viswanathan Anand    | Viswanathan Anand    | Viswanathan Anand | Viswanathan Anand | 4              | 4,5              |                  |                  |  |  |            |            |            |  |  |        |        |        |  |
|  | Viswanathan Anand    | Viswanathan Anand    |                   |                   |                |                  |                  |                  |  |  |            |            |            |  |  |        |        |        |  |
|  | Artur Jusupov        | Artur Jusupov        | 2,5               |                   |                |                  |                  |                  |  |  |            |            |            |  |  |        |        |        |  |
|  | Artur Jusupov        | Artur Jusupov        | 2,5               |                   | Gata Kamskij   | Gata Kamskij     | 5,5              |                  |  |  |            |            |            |  |  |        |        |        |  |
|  |                      |                      |                   |                   |                |                  |                  |                  |  |  |            |            |            |  |  |        |        |        |  |
|  |                      |                      | Valerij Salov     | Valerij Salov     | 1,5            |                  |                  |                  |  |  |            |            |            |  |  |        |        |        |  |
|  | Jan Timman           | Jan Timman           | Valerij Salov     | Valerij Salov     | 1,5            | 4,5              |                  |                  |  |  |            |            |            |  |  |        |        |        |  |
|  | Jan Timman           | Jan Timman           |                   |                   |                |                  |                  |                  |  |  |            |            |            |  |  |        |        |        |  |
|  | Joël Lautier         | Joël Lautier         | 3,5               |                   |                |                  |                  |                  |  |  |            |            |            |  |  |        |        |        |  |
|  | Joël Lautier         | Joël Lautier         | 3,5               |                   | Jan Timman     | Jan Timman       | 3,5              |                  |  |  |            |            |            |  |  |        |        |        |  |
|  |                      |                      |                   |                   | Jan Timman     | Jan Timman       | 3,5              |                  |  |  |            |            |            |  |  |        |        |        |  |
|  |                      |                      | Valerij Salov     | Valerij Salov     | 4,5            |                  |                  |                  |  |  |            |            |            |  |  |        |        |        |  |
|  | Aleksandr Chalifman  | Aleksandr Chalifman  | Valerij Salov     | Valerij Salov     | 4,5            | 1                |                  |                  |  |  |            |            |            |  |  |        |        |        |  |
|  | Aleksandr Chalifman  | Aleksandr Chalifman  |                   |                   |                |                  |                  |                  |  |  |            |            |            |  |  |        |        |        |  |
|  | Valerij Salov        | Valerij Salov        | 5                 |                   |                |                  |                  |                  |  |  |            |            |            |  |  |        |        |        |  |
|  | Valerij Salov        | Valerij Salov        | 5                 |                   | Gata Kamskij   | Gata Kamskij     | 7,5              |                  |  |  |            |            |            |  |  |        |        |        |  |
|  |                      |                      |                   |                   |                |                  |                  |                  |  |  |            |            |            |  |  |        |        |        |  |
|  |                      |                      | Anatolij Karpov   | Anatolij Karpov   | 10,5           |                  |                  |                  |  |  |            |            |            |  |  |        |        |        |  |
|  | Boris Gel'fand       | Boris Gel'fand       | Anatolij Karpov   | Anatolij Karpov   | 10,5           | 5                |                  |                  |  |  |            |            |            |  |  |        |        |        |  |
|  | Boris Gel'fand       | Boris Gel'fand       |                   |                   |                |                  |                  |                  |  |  |            |            |            |  |  |        |        |        |  |
|  | Michael Adams        | Michael Adams        | 3                 |                   |                |                  |                  |                  |  |  |            |            |            |  |  |        |        |        |  |
|  | Michael Adams        | Michael Adams        | 3                 |                   | Boris Gel'fand | Boris Gel'fand   | 4,5              |                  |  |  |            |            |            |  |  |        |        |        |  |
|  |                      |                      |                   |                   | Boris Gel'fand | Boris Gel'fand   | 4,5              |                  |  |  |            |            |            |  |  |        |        |        |  |
|  |                      |                      | Vladimir Kramnik  | Vladimir Kramnik  | 3,5            |                  |                  |                  |  |  |            |            |            |  |  |        |        |        |  |
|  | Leonid Judasin       | Leonid Judasin       | Vladimir Kramnik  | Vladimir Kramnik  | 3,5            | 2,5              |                  |                  |  |  |            |            |            |  |  |        |        |        |  |
|  | Leonid Judasin       | Leonid Judasin       |                   |                   |                |                  |                  |                  |  |  |            |            |            |  |  |        |        |        |  |
|  | Vladimir Kramnik     | Vladimir Kramnik     | 4,5               |                   |                |                  |                  |                  |  |  |            |            |            |  |  |        |        |        |  |
|  | Vladimir Kramnik     | Vladimir Kramnik     | 4,5               |                   | Boris Gel'fand | Boris Gel'fand   | 3                |                  |  |  |            |            |            |  |  |        |        |        |  |
|  |                      |                      |                   |                   |                |                  |                  |                  |  |  |            |            |            |  |  |        |        |        |  |
|  |                      |                      | Anatolij Karpov   | Anatolij Karpov   | 6              |                  |                  |                  |  |  |            |            |            |  |  |        |        |        |  |

### Finale
La finale si svolse a Ėlista, capitale della repubblica russa della Calmucchia (il cui presidente era il presidente della FIDE Kirsan Iljumžinov), tra il 6 giugno e l'11 luglio. Come il mondiale PCA tra Kasparov ed Anand, anche questo fu giocato al meglio delle 20 partite.
|                             | 1 | 2 | 3 | 4 | 5 | 6 | 7 | 8 | 9 | 10 | 11 | 12 | 13 | 14 | 15 | 16 | 17 | 18 | 19 | 20 | Totale |
| --------------------------- | - | - | - | - | - | - | - | - | - | -- | -- | -- | -- | -- | -- | -- | -- | -- | -- | -- | ------ |
| Anatolij Karpov ( Russia)   | 1 | 0 | ½ | 1 | ½ | 1 | 1 | ½ | 1 | 0  | ½  | ½  | ½  | 1  | ½  | 0  | ½  | ½  | -  | -  | 10,5   |
| Gata Kamskij ( Stati Uniti) | 0 | 1 | ½ | 0 | ½ | 0 | 0 | ½ | 0 | 1  | ½  | ½  | ½  | 0  | ½  | 1  | ½  | ½  | -  | -  | 7,5    |